# 7/27
7/27 – drugi studyjny album amerykańskiego girlsbandu Fifth Harmony. Wydawnictwo ukazało się 27 maja 2016 roku nakładem wytwórni muzycznej Epic oraz Syco Music. Promocję albumu rozpoczęto w lutym 2016 roku, wraz z premierą pierwszego promującego singla – „Work from Home”.
Kompozycja w Polsce zajęła m.in. 3. miejsce w notowaniu AirPlay – Top oraz uzyskała status złotej płyty.
31 maja 2016 roku wydany został drugi singel, „All in My Head (Flex)”.

## Lista utworów
| 7/27 — Edycja standardowa | 7/27 — Edycja standardowa                       | 7/27 — Edycja standardowa | 7/27 — Edycja standardowa                       | 7/27 — Edycja standardowa |
| Nr                        | Tytuł utworu                                    | Autorzy | Produkcja                                       | Długość                   |
| ------------------------- | ----------------------------------------------- | --- | ----------------------------------------------- | ------------------------- |
| 1.                        | „That's My Girl”                                | Tinashe Kachingwe, Alexander Kronlund, Lukas Loules | Alex Purple, Lulou                              | 3:24                      |
| 2.                        | „Work from Home (featuring Ty Dolla $ign)”      | Tyrone Griffin, Jr., Alexander Izquierdo, Joshua Coleman, Jude Demorest, Dallas Koehlke, Brian Lee | Ammo, Dallas K                                  | 3:34                      |
| 3.                        | „The Life”                                      | Kachingwe, Kronlund, Loules | Alex Purple, Lulou                              | 3:20                      |
| 4.                        | „Write On Me”                                   | Mikkel Eriksen, Tor Erik Hermansen, Kyrre Gørvell-Dahll, Priscilla Renea Hamilton, Simon Wilcox | Stargate, Kygo                                  | 3:39                      |
| 5.                        | „I Lied”                                        | James Abrahart, James "Gladius" Wong, Oliver "German" Peterhof, Izquierdo, Jordan Johnson, Marcus Lomax, Stefan Johnson | The Monsters and the Strangerz, Gladius, German | 3:23                      |
| 6.                        | „All in My Head (Flex) (featuring Fetty Wap)”   | Eriksen, Hermansen, Benjamin Levin, Willie Maxwell, Daystar Peterson, Nolan Lambroza, Julia Michaels, Wilcox, Brian Garcia, Ewart Brown, Clifton Dillon, Richard Foulks, Herbert Harris, Leroy Romans, Lowell Dunbar, Brian Thompson, Handel Tucker | Stargate, Garcia, Sir Nolan (add.)              | 3:30                      |
| 7.                        | „Squeeze”                                       | Eriksen, Hermansen, Gørvell-Dahll, Lambroza, Hamilton, Wilcox | Stargate, Kygo                                  | 3:33                      |
| 8.                        | „Gonna Get Better” (featuring Brian May)        | Adidja Palmer, Linton Timajae White, Mario Antonia Dunwell | Stargate                                        | 3:36                      |
| 9.                        | „Scared of Happy”                               | Kachingwe, Cass Lowe, Michael "BloodPop" Tucker, Eriksen, Hermansen | Stargate, BloodPop                              | 3:23                      |
| 10.                       | „Not That Kinda Girl (featuring Missy Elliott)” | Melissa Elliott, Negin Djafari, Jared Cotter, Aaron Pearce | Pearce                                          | 3:11                      |
|                           |                                                 | |                                                 | 34:33                     |